# Ibis olivaci
L'ibis olivaci (Bostrychia olivacea) és una espècie d'ocell de la família dels tresquiornítids (Threskiornithidae) que era considerat coespecífic de l'ibis de São Tomé.

## Hàbitat i distribució
Habita la selva humida de l'Àfrica subsahariana, a Sierra Leone, Libèria, Costa d'Ivori i Ghana, Camerun, el Gabon, República Centreafricana, i Zaire, muntanyes centrals de Kenya, i nord-orientals de Tanzània.